# Alois Pfeiffer
Pour les articles homonymes, voir Pfeiffer.
Alois Pfeiffer (Bauerbach, 25 septembre 1924 - Düsseldorf, 1er août 1987) est un syndicaliste et homme politique allemand qui a été membre de la Commission européenne entre 1985 et 1987. Il est diplômé d'ingénierie forestière à l'université de Francfort.
Membre du Parti social-démocrate d'Allemagne (SPD), il a été entre 1969 et 1975 secrétaire général du syndicat horticole, agricole et sylvicole où il défend une politique respectueuse avec l'environnement. En janvier 1985 il fait partie de la Commission Delors I en devenant commissaire européen chargé de l'Emploi, du Crédit, de l'Investissement et des Affaires économiques et statistiques, succédant à François-Xavier Ortoli.
Il meurt en 1987 pendant son mandant à la Commission européenne, il est remplacé par Peter Schmidhuber.